# Vsadnik bez golovy
Vsadnik bez golovy (russisk: Всадник без головы) er en sovjetisk-cubansk spillefilm fra 1972 af Vladimir Vajnsjtok.

## Medvirkende
- Oleg Vidov som Maurice Gerald
- Ljudmila Saveljeva som Louise Poindexter
- Eslinda Núñez som Isidora Cavarubio
- Enriques Santiesteban som El Coyote
- Alejandro Lugo som Woodley Poindexter